# مسجد مستوفی
مسجد مستوفی مربوط به اواخر دوره صفوی و اوایل دوره قاجار است و این بنا در محله استادسرای رشت واقع گردیده و در حدود سال های 1244-1242 ه-. ق توسط میرزا محمد طاهر مستوفی بنا گردیده و در دوره بعد توسط حاج شیخ مهدی لاکانی تعمیر و مرمت شده است . مسجد فعلی، بنایی به ابعاد 30/8×70/16متر است که پوشش آن در وسط بر روی سه فیلپا قرار می گیرد . در گوشه بنا، گلدسته آجری و در شمال بنا، مدرسه ای با شش حجره قرار دارد . پوشش داخلی، لمبه کوبی و پوشش خارجی، سفال سر است . در ضلع جنوبی شبستان مسجد، محرابی کاشیکاری با گچبری مقرنس ساده قرار دارد که در بالا و طرفین آن، نوشته هایی است . کتیبه بالای محراب، متضمن نام بانی، پادشاه دوران - فتحعلی شاه- و تاریخ 1242 ه-. ق است . کتیبه های داخل و دو طرف محراب نیز مورخ 1244 – 1243ه-. ق هستند . کاشیکاری آنها نیز عمل استاد محمد تقی کاشی پز قزوینی است . در کنار مسجد، تکیه ای بوده که بعدها از بین رفته است. معاون میراث‌ فرهنگی اداره‌کل میراث‌ فرهنگی، گردشگری و صنایع‌ دستی گیلان با بیان اینکه مسجد مستوفی ۲۲ آبان سال ۸۶ با شماره ۲۰۲۷۶ در فهرست آثار ملی کشور به ثبت رسید افزود: در فواصل سال‌های ۱۳۹۶-۱۳۹۵ بخشی از ایوان و سقف بنا مجددا توسط معاونت میراث فرهنگی استان مرمت شد.

.